# Palacio de Erbach

Edificio principal.

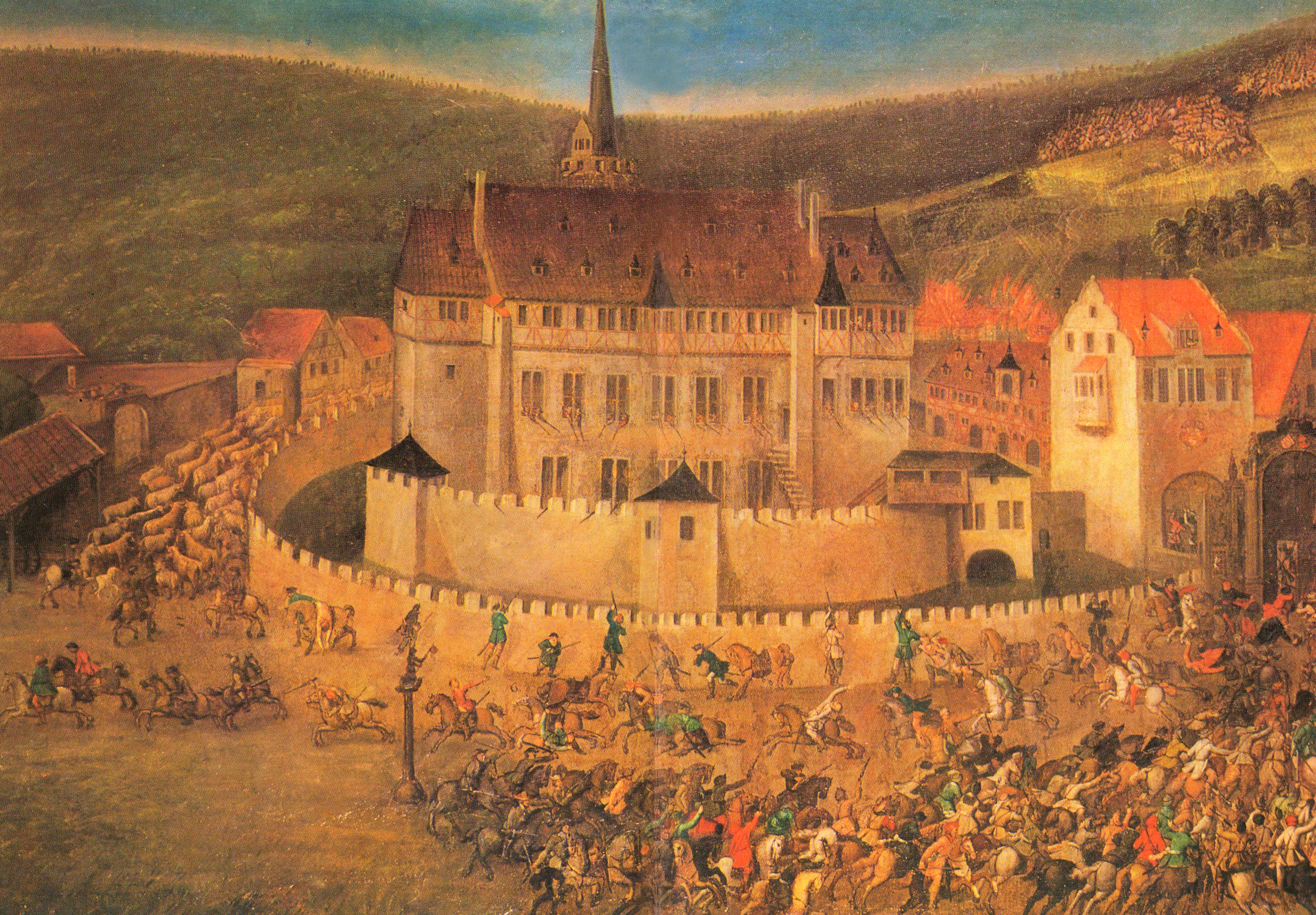
El palacio en 1623.

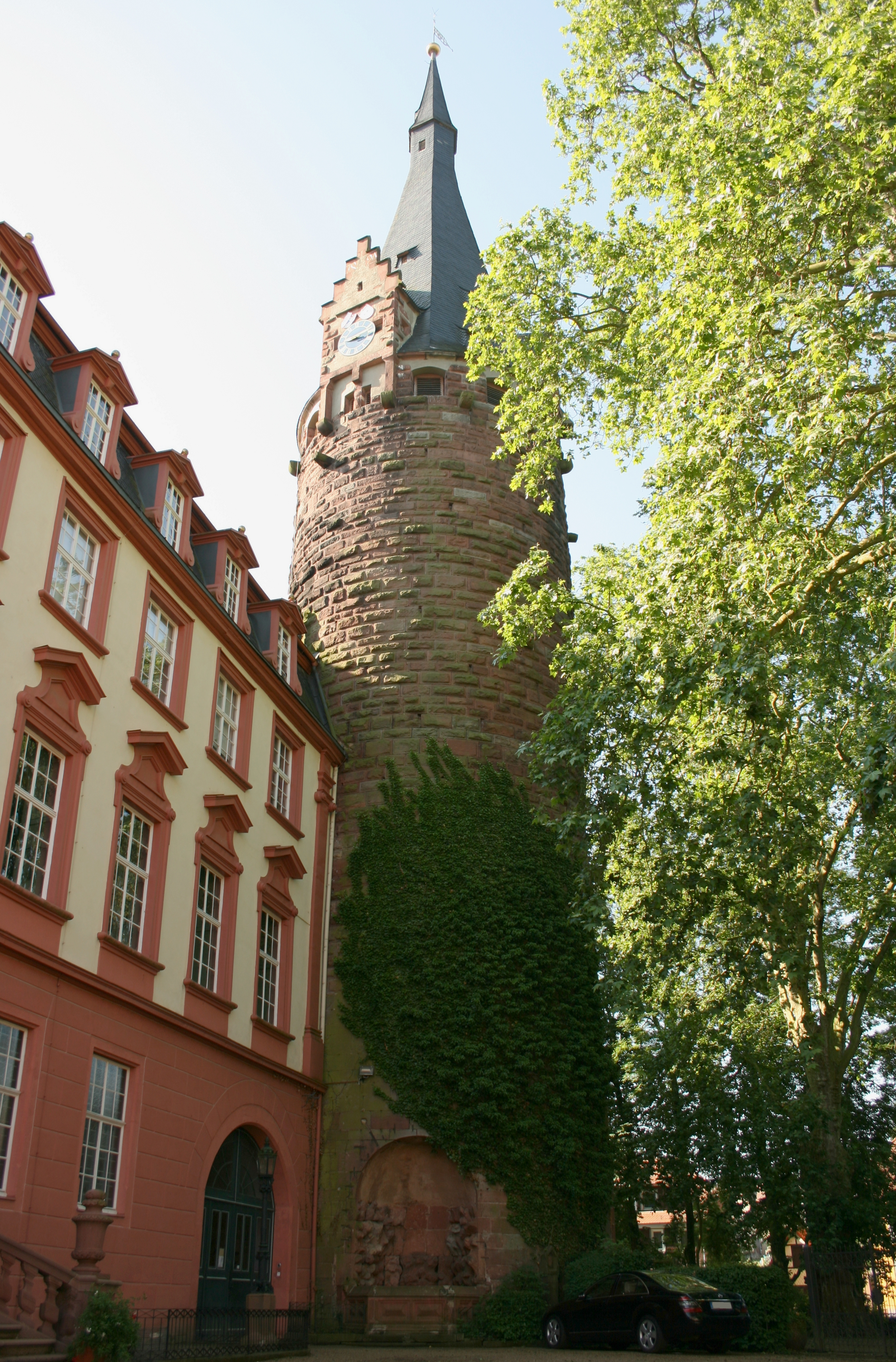
El torreón del palacio.

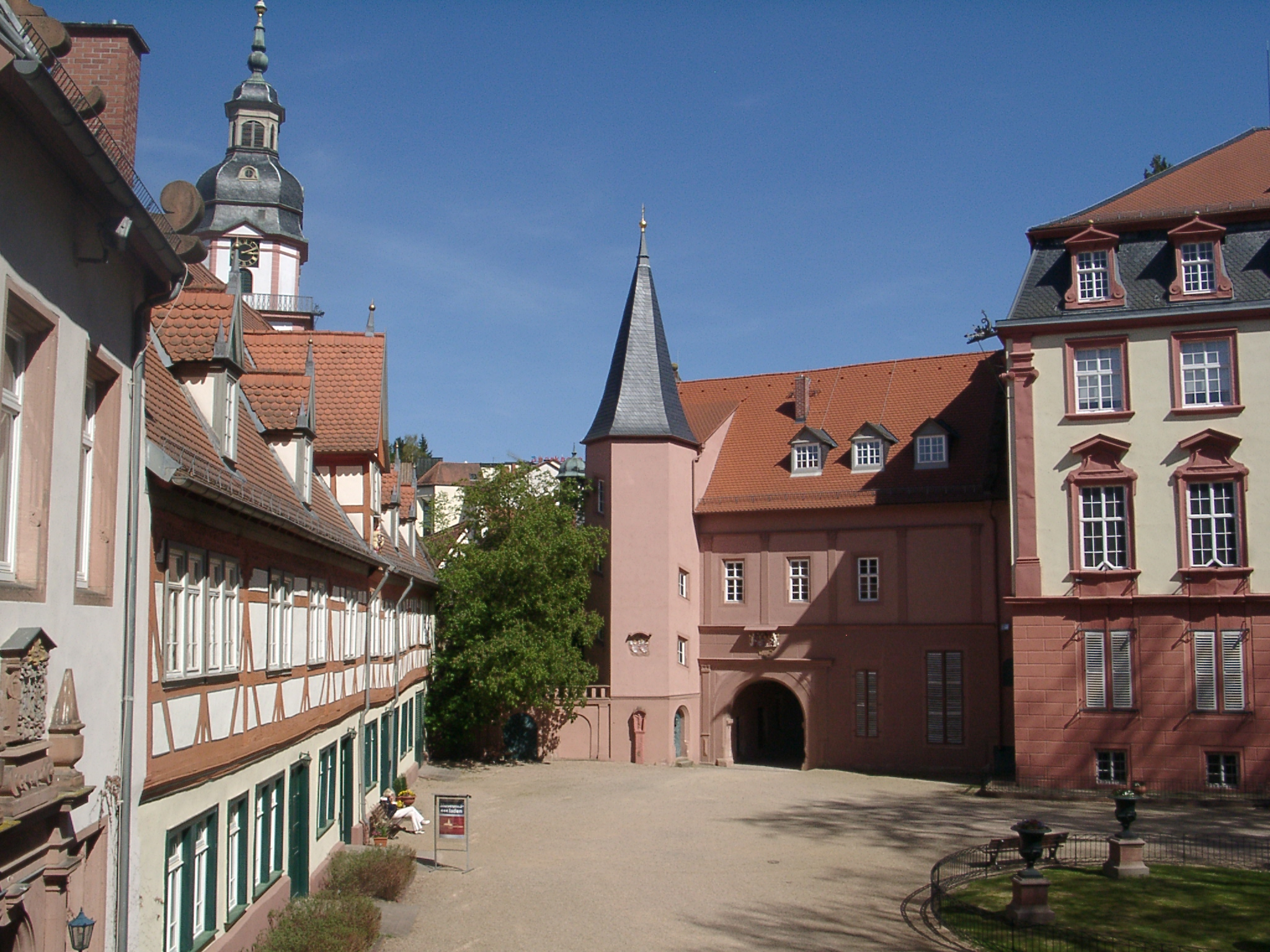
El edificio de archivos.

El Palacio de Erbach es un palacio en la localidad alemana de Erbach im Odenwald y sede del Conde de Erbach. Fue construido en la Edad Media, pero la mayoría de los edificios que lo componen actualmente son de principios del siglo XVIII. El palacio alberga la extensa colección de antigüedades del Conde Francisco de Erbach-Erbach.

## Historia
El registro histórico más antiguo sobre el edificio es del siglo XII. Los gobernantes de Erbach, probablemente el Conde Gerardo I, construyó el primer castillo en el siglo XIIII. Entre 1500 y 1530, el castillo fue reconstruido en estilo Renacentista.
El Condado de Erbach pasó a ser Estado imperial dentro del Círculo de Franconia en 1534. Erbach-Breuberg se segregó de Erbach en 1647. En 1717 Erbach fue dividido entre Erbach-Erbach, Erbach-Fürstenau y Erbach-Schönberg. En 1806 los condados fueron mediatizados. En 1818 los condes de Erbach-Erbach herdaron el Condado de Wartenberg-Roth. El actual Conde de Erbach-Erbach todavía vive en el Palacio de Erbach y en el cercano pabellón de caza. Los Condes de Erbach-Fürstenau viven en el Castillo de Fürstenau.